# Liste de gentilés picards

## L'ancienne région
- Picardie : Picards - Picardes

## Ses départements
- la région Picardie regroupait 3 départements :

### Aisne
- Aisne (02) : Axonais - Axonaises (Le département tire son nom de la rivière Aisne dont le nom latin est Axona)
- chef-lieu du département de l'Aisne (02) : Laon : Laonnois - Laonnoises
- quelques noms particuliers[1] =
  - Château-Thierry → Castrothéodoriciens et Castrothéodoriciennes ou Castelthéodoriciens et Castelthéodoriciennes
  - Cuisy-en-Almont → Montécussiens et Montécussiennes
  - Cys-la-Commune → Gysiacois, les Gysiacoises
  - Épagny → les Spagnyciens et les Spagnyciennes
  - Épaux-Bézu → les Palusiens et les Palusiennes
  - Épieds → les Spicariens et les Spicariennes
  - Festieux → les Festéoliens et les Festéoliennes
- Guise → les Guisards et les Guisardes
- Villequier-Aumont → les Genisiens et les Genisiennes

### Oise
- Oise  (60) : Oisiens ou Oisiennes et Isariens - Isariennes (Le département tire son nom de la rivière Oise dont le nom latin est Isara). On peut également trouver Oisains
- chef-lieu du département de l'Oise (60) : Beauvais : Beauvaisiens - Beauvaisiennes
- quelques noms particuliers
  - Saint-Jean-aux-Bois → Les Solitaires
  - Pierrefonds → Les Pétrifontains
  - Lamorlaye - Les Morlacuméens

### Somme
- Somme (80) : Samariens - Samariennes (depuis le 1er janvier 2012)[2].

Le conseil général de la Somme a lancé, le 12 novembre 2011, une consultation pour définir le nom des habitants du département. Le vote a pris fin le 14 décembre 2011. Il fallait choisir entre Sommois, Sommiens, Samarois ou Samariens. C'est le nom de Samariens qui a été retenu par 46 % des votants.
Le  département tire son nom du fleuve Somme dont le nom latin est Samara.
- chef-lieu du département de la Somme (80), chef-lieu de la région Picardie : Amiens : Amiénois - Amiénoise

L'ancien nom d’Amiens est Samarobriva ( « le pont de la Somme » en gaulois ). Le nom Amiens vient du nom de la tribu gauloise qui vivait autrefois à cet endroit : les Ambiens  (ou Ambiani en latin).